# باتوهان قراجاقايا
باتوهان قراجاقايا (بالتركية: Batuhan Karacakaya)‏ ولد في (5 فبراير 1997) في إسطنبول، تركيا, هو ممثل تركي, ولعب بدور (مراد زياغيل) في المسلسل الدرامي، العشق الممنوع في عام 2008 و 2010 .

## أعماله
- 2011 – Umutsuz Ev Kadınları (Mert) (Turkish version of Desperate Housewives)
- 2010 – Bekle Beni (Salih)
- 2010 – Aşk Tesadüfleri Sever (Özgür)
- 2008–2010 – Aşk-ı Memnu (Bülent Ziyagil)
- 2009 – Dersimiz Atatürk (Mert)
- 2008 – Bıçak Sırtı (Murat Ertugrul)
- 2005 – Beşinci Boyut (Arif/Emre)
- 2005 – Büyük Buluşma (Tunç)

## فيلموغرافيا
| السنة     | المسلسل       | الدور       | ملاحظة    |
| --------- | ------------- | ----------- | --------- |
| 2007-2008 | حد السكين     | مراد أرطغرل | دور رئيسي |
| 2007-2010 | العشق الممنوع | مراد زياغيل | دور رئيسي |
| 2011-2012 | نساء حائرات   | مراد        | دور رئيسي |

## وصلات خارجية
- باتوهان قراجاقايا على موقع IMDb (الإنجليزية)
- باتوهان قراجاقايا على موقع ألو سيني (الفرنسية)
- باتوهان قراجاقايا على موقع قاعدة بيانات الفيلم (الإنجليزية)
- باتوهان قراجاقايا على موقع كينوبويسك (الروسية)